# GR Andromedae
Désignations
GR Andromedae (en abrégé GR And) est une étoile variable de la constellation d'Andromède. Sa magnitude apparente varie entre 6,87 et 6,95 avec une périodicité de 518,2 jours. Elle est classée comme une étoile variable de type Alpha2 Canum Venaticorum.

## Spectre
Le rayonnement émis par GR Andromedae est un corps noir stellaire typique avec des raies d'absorption de divers éléments, ce qui donne à l'étoile un type spectral A2pSrCrEu, ce qui signifie que des raies exceptionnellement fortes de strontium, de chrome et d'europium peuvent être observées. GR And est donc classée comme une étoile Ap. L'intensité et le profil des raies spectrales varient au cours d'un cycle avec la même période que les variations de luminosité.

## Variabilité
La variabilité photométrique et spectrale de l'étoile est typique d'une étoile ayant un champ magnétique fort et variable. Ainsi, la périodicité de 518,2 jours peut être identifiée comme la période de rotation de l'étoile. C'est l'un des rotateurs les plus lents connus au sein des étoiles chimiquement particulières magnétiques, avec une vitesse de rotation équatoriale calculée de seulement 0,2 km/s.